# Jia Jia (panda)
Jia Jia (chinois : 佳佳) était un panda géant femelle qui résidait à Ocean Park Hong Kong. Au moment de sa mort (à 38 ans), elle était le plus vieux panda géant en captivité.
Jia Jia est née dans la région sauvage de la province du Sichuan et fut sauvée dans le comté de Qingchuan vers l'âge de deux ans. Elle fut hébergée dans la réserve naturelle nationale de Wolong avant d'être transférée à Hong Kong en 1999, comme un geste vers le territoire après le transfert britannique. Au moment de sa mort, elle souffrait d'hypertension, d'arthrite et de cataractes,.